# Щецин-Желехова (станция электрички)
«Щецин-Желехова» — грузовая железнодорожная станция и планируемая пассажирская станция Щецинской метрополийной электрички. Расположится в округу Желехова, по котором и получила своё название. Открытие реконструированной станции запланировано на 2022 год.

## История
Станция была открыта в 1898 году. После закрытия железнодорожной линии на Полице для пассажирских перевозок 30 сентября 2002 года, станция служит только как грузовая. Выход в город вел через уже не существующий надземный переход. Из Желеховой вела железнодорожная ветка в бывшую верфь «Вулкан» (ныне Морская ремонтная верфь «Грыфия»).

## Проектирование
В рамках модернизации станции Щецин-Желехова планируется: строительство нового надземного перехода, реконструкцию платформы, строительство стоянок для автомобилей и велосипедов.